# Münchzell
Münchzell (fränkisch umgangssprachlich: Kabl) ist ein Gemeindeteil des Marktes Dietenhofen im Landkreis Ansbach (Mittelfranken, Bayern). Münchzell liegt in der Gemarkung Kehlmünz.

## Geografie
Die Einöde liegt an der Bibert und am Haselbach, der dort als rechter Zufluss in die Bibert mündet, und am Triebendorfer Graben, der dort als rechter Zufluss in den Haselbach mündet. Im Westen liegt das Waldgebiet Neuach, im Norden das Waldgebiet Aichach. Im Südwesten im Haselbachtal liegt der Kühgrund, im Südosten im Bibertal das Flurgebiet Zell. Der Ort liegt an der Staatsstraße 2246, die nach Großhabersdorf (3 km nordöstlich) bzw. über Kehlmünz nach Kleinhaslach verläuft (3,5 km südwestlich). Die Kreisstraße AN 11 führt an Lentersdorf und Rothleiten vorbei nach Dietenhofen (4,5 km westlich).

## Geschichte
Der Ort wurde 1142 als „Cella“ erstmals urkundlich erwähnt. Das Grundwort „-zell“ verweist auf die Ortsgründung durch ein Kloster. In diesem Fall war es das Kloster Heilsbronn, dessen Mönche dort auf Grund des Fischreichtums in Haselbach und Bibert Fischwirtschaft betrieben. Der Ort bestand zu diesem Zeitpunkt aus vier Bauten: einer Kapelle, einem Haus (auch Schlößlein genannt), einem Häuschen und einem Ökonomiegebäude. Gleichzeitig erwarb das Kloster in der ganzen Umgegend von Münchzell Wiesen. Der Wirtschaftshof wurde während der Reformation aufgegeben, da die Zahl der Mönche stark abnahm. Die Glocke der Kapelle wurde 1552 abgenommen und als Ersatz für die zersprungene Turmglocke in Merkendorf verwendet. Im 19. Jahrhundert ließ der damalige Besitzer die Mauerreste der Kapelle abtragen und verwendete die Steine zur Erbauung von Nebengebäuden. Das in einer Scheunenwand eingebaute Dreipassfenster ist der letzte Rest der ehemaligen Klosterkapelle. Das Schlösslein wurde nach Auflösung des Klosters zur Wildmeisterwohnung.
Im 16-Punkte-Bericht des Klosteramts Heilsbronn aus dem Jahr 1608 wurden für Münchzell „ein Köbler sambt des Wildmeisters Hauß“ verzeichnet, die das Kastenamt Bonnhof als Grundherrn hatten. Das Hochgericht übte das brandenburg-ansbachische Kasten- und Stadtvogteiamt Windsbach aus. Im Dreißigjährigen Krieg blieb der Ort zwar verschont, verödete aber trotzdem, weil kein Geld für die Restaurierung aufgebracht werden konnte. 1656 wurde das Gütlein samt dem Fischwasser an Hans Bader für 25 fl. verkauft.
Gegen Ende des 18. Jahrhunderts gab es in Münchzell 2 Anwesen (1 Gut, 1 Fischerhaus). Das Hochgericht übte das brandenburg-bayreuthische Stadtvogteiamt Markt Erlbach im begrenzten Umfang aus. Es hatte ggf. an das brandenburg-ansbachische Richteramt Roßtal auszuliefern. Beide Anwesen hatten das brandenburg-bayreuthische Kastenamt Bonnhof als Grundherrn. Von 1797 bis 1808 unterstand der Ort dem Justiz- und Kammeramt Cadolzburg. Die Zahl der Anwesen blieb unverändert.
Im Rahmen des Gemeindeedikts wurde Münchzell dem 1808 gebildeten Steuerdistrikt Bürglein und der 1810 gegründeten Ruralgemeinde Bürglein zugeordnet. Mit dem Zweiten Gemeindeedikt (1818) wurde Münchzell in die neu gebildete Ruralgemeinde Kehlmünz umgemeindet.
Seit dem 19. Jahrhundert befindet sich in Münchzell die Gastwirtschaft „Zur Klosterkapelle“.
Im Topo-geographisch-statistisches Lexicon vom Königreiche Bayern (1832) wird der Ort folgendermaßen beschrieben:

„Einöde mit 5 E[inwohnern], an der Haßlach, die unweit von der Bibert verschlungen wird, im L[an]dg[ericht] Heilsbrunn und in der Pf[ar]r[ei] Bürglein, 11⁄2 St[unden] von Langenzenn entfernt. Von der ehemal[igen] Kirche sind die Ruinen noch sichtbar, und auf dem Kapellberge stand eine Kapelle. In der Umgegend findet man auf einer Waldhöhe alte Grabhügel.“

Zwischen dem 22. Mai 1914 und dem 26. September 1971 verkehrte die Bibertbahn nördlich des Ortes und hatte dort einen Haltepunkt.
Am 1. Juli 1972 wurde Münchzell im Zuge der Gebietsreform in Bayern in den Markt Dietenhofen eingegliedert.

### Baudenkmäler
- Brücke: Quadersteinbrücke, zweibogig, wohl 18. Jahrhundert[17]
- Denkmale Siebengericht und Heidenhügel vom Ansbacher Beamten von Reynitsch, erste Hälfte 19. Jahrhundert errichtet; östlich des Weges nach Seubersdorf.[17]
- Grenzsteine, 18./19. Jahrhundert; am Wege nach Seubersdorf im Staatswald.[17]
- Haus Nr. 1: Steine einer ehemaligen gotischen Kapelle.[17]

### Einwohnerentwicklung
| Jahr      | 001818 | 001840 | 001861 | 001871 | 001885 | 001900 | 001925 | 001950 | 001961 | 001970 | 001987 | 002005 | 002013 |
| Einwohner | 5      | 4      | 7      | 5      | 7      | 5      | 9      | 11     | 6      | 5      | 3      | 0      | 0      |
| Häuser    | 1      | 1      |        |        | 1      | 1      | 1      | 1      | 1      |        | 1      |        |        |
| Quelle    | [ 19 ] | [ 20 ] | [ 21 ] | [ 22 ] | [ 23 ] | [ 24 ] | [ 25 ] | [ 26 ] | [ 27 ] | [ 28 ] | [ 29 ] | [ 30 ] | [ 1 ]  |

## Religion
Der Ort ist seit der Reformation evangelisch-lutherisch geprägt und nach St. Johannes (Bürglein) gepfarrt. Die Einwohner römisch-katholischer Konfession waren ursprünglich nach Unsere Liebe Frau (Heilsbronn) gepfarrt, seit den 1980er Jahren ist die Pfarrei St. Bonifatius (Dietenhofen) zuständig.

## Wanderwege
Münchzell ist der Wendepunkt des Rundwanderweg Bibertrundweg nach Dietenhofen und Unternbibert. Am Nahe gelegenen Wanderparkplatz verläuft der Fernwanderweg Rangau-Pfalz-Weg.